# 先鋒站 (羅先市)
先鋒站（韓語：선봉역）是朝鮮民主主義人民共和國羅先市先鋒區域先鋒邑的一個鐵路車站，属于咸北线和胜利线。

## 邻近车站
咸北线
東先鋒站 - 先鋒站 - 寬谷站
胜利线
先鋒站 - 胜利站